# Lakeland Highlands
Lakeland Highlands és una concentració de població designada pel cens dels Estats Units a l'estat de Florida. Segons el cens del 2000 tenia 12.557 habitants.

## Demografia
Segons el cens del 2000, Lakeland Highlands tenia 12.557 habitants, 4.501 habitatges, i 3.740 famílies. La densitat de població era de 868,9 habitants/km².
Dels 4.501 habitatges en un 39,4% hi vivien nens de menys de 18 anys, en un 74% hi vivien parelles casades, en un 6,8% dones solteres, i en un 16,9% no eren unitats familiars. En el 14,2% dels habitatges hi vivien persones soles el 6,2% de les quals corresponia a persones de 65 anys o més que vivien soles. El nombre mitjà de persones vivint en cada habitatge era de 2,79 i el nombre mitjà de persones que vivien en cada família era de 3,08.
Per edats la població es repartia de la següent manera: un 27,3% tenia menys de 18 anys, un 5,8% entre 18 i 24, un 24,7% entre 25 i 44, un 29,2% de 45 a 60 i un 13,1% 65 anys o més.
L'edat mediana era de 41 anys. Per cada 100 dones de 18 o més anys hi havia 93 homes.
La renda mediana per habitatge era de 66.053 $ i la renda mediana per família de 71.176 $. Els homes tenien una renda mediana de 50.714 $ mentre que les dones 30.018 $. La renda per capita de la població era de 31.122 $. Entorn del 2,1% de les famílies i el 3,3% de la població estaven per davall del llindar de pobresa.

## Poblacions més properes
El següent diagrama mostra les poblacions més properes.